# Аланов, Вячеслав Николаевич
Вячесла́в Никола́евич Ала́нов (30 октября 1939, Буинский район — 26 августа 1983, Свердловск) — советский легкоатлет, бегун на длинные дистанции. Выступал на всесоюзном уровне во второй половине 1960-х годов, участник летних Олимпийских игр в Мехико, бронзовый призёр чемпионата СССР, победитель и призёр многих стартов всероссийского уровня. На соревнованиях представлял физкультурно-спортивное общество «Динамо», мастер спорта СССР международного класса.

## Биография
Родился 30 октября 1939 года в Буинском районе Татарской АССР.
Активно заниматься лёгкой атлетикой начал в Свердловске в физкультурно-спортивном обществе «Динамо» под руководством тренера Н. И. Пудова. В 1965 году выполнил норматив мастера спорта СССР.
Наибольшего успеха в своей спортивной карьере добился в сезоне 1968 года, когда попал в основной состав советской национальной сборной и благодаря череде удачных выступлений удостоился права защищать честь страны на летних Олимпийских играх в Мехико. Стартовал здесь в забеге на 10 000 метров и на финише показал 25-й результат. Также в этом сезоне пробежал десять километров за 28:23,8 и установил тем самым рекорд Свердловской области, который до сих пор никем не побит. По итогам сезона удостоен почётного звания «Мастер спорта СССР международного класса».
После Олимпиады в Мехико Аланов продолжил выступать на всесоюзном уровне: так, в 1969 году на чемпионате СССР в Киеве он завоевал бронзовую медаль в беге на десять тысяч метров, уступив на финише только Николаю Дутову и Николаю Свиридову. В этом сезоне, помимо прочего, установил рекорды СССР в беге на 3000 и 5000 метров в помещении.
Аланов принимал участие в международных стартах в Польше, ГДР, Чехословакии, Франции, Швеции, Швейцарии в беге на пятикилометровой и десятикилометровой дистанциях — четыре раза одерживал победы и ещё четыре раза становился серебряным призёром. В 1968 и 1970 годах дважды брал бронзу на чемпионатах СССР по легкоатлетическому кроссу. Дважды выигрывал республиканские матчевые встречи сборных команд РСФСР и УССР. Регулярно принимал участие в финалах Всесоюзного кросса на приз газеты «Правда» и дважды побеждал на этих соревнованиях. Имеет в послужном списке победы на Мемориале братьев Знаменских.
Завершив карьеру спортсмена, Вячеслав Аланов остался в лёгкой атлетике в качестве тренера — работал тренером-преподавателем в свердловском отделении спортивного общества «Динамо». Впоследствии был тренером в спортивном клубе «Луч» в Свердловске.
26 августа 1983 года в возрасте 43 лет покончил жизнь самоубийством. Похоронен на Нижнеисетском кладбище.